# Agnieszka Niedźwiedź
Agnieszka Brysz-Niedźwiedź (ur. 27 lutego 1995 w Katowicach) – polska zawodniczka mieszanych sztuk walki (MMA) wagi muszej (do 57 kg). Walczyła dla takich organizacji jak MMA Attack, Cage Warriors, Fighters Arena oraz Invicta Fighting Championships. 

## Kariera MMA
8 grudnia 2017 w walce o pas mistrzowski Invicta FC przegrała na punkty z Brazylijką Jennifer Maią. Wcześniej trenowała judo. Jej starszym bratem jest także zawodnik MMA Adam Niedźwiedź.

## Lista walk w MMA
| Wynik     | Bilans | Przeciwnik (bilans przed walką) | Rozstrzygnięcie                             | Runda | Czas | Rozgrywki                                  | Data       | Miejsce     | Uwagi                                                               |
| --------- | ------ | ------------------------------- | ------------------------------------------- | ----- | ---- | ------------------------------------------ | ---------- | ----------- | ------------------------------------------------------------------- |
| Przegrana | 10-1   | Jennifer Maia (14-4-1)          | Decyzja (jednogłośna)                       | 5     | 5:00 | Invicta FC 26                              | 08.12.2017 | Kansas City | Pojedynek o pas mistrzowski kategorii muszej Invicta FC, Main Event |
| Wygrana   | 10-0   | Vanessa Porto (18-7)            | Decyzja (jednogłośna)                       | 3     | 5:00 | Invicta FC 23                              | 20.05.2017 | Kansas City | Main Event                                                          |
| Wygrana   | 9-0    | Samara Santos Cunha (10-1-1)    | TKO (ciosy w parterze)                      | 3     | 3:10 | Ladies Fight Night 4: Fortuna Dies Natalis | 17.12.2016 | Karpacz     | Main Event                                                          |
| Wygrana   | 8-0    | Christine Stanley (5-1)         | Decyzja (jednogłośna)                       | 3     | 5:00 | Invicta FC 18: Grasso vs. Esquibel         | 29.07.2016 | Kansas City | Debiut w wadze muszej, Co-Main Event                                |
| Wygrana   | 7-0    | Julia Stoliarenko (1-0)         | TKO (ciosy łokciami)                        | 3     | 2:51 | Fighters Arena 9                           | 8.06.2014  | Józefów     |                                                                     |
| Wygrana   | 6-0    | Gemma Hewitt (1-0)              | Poddanie (duszenie trójkątne rękoma)        | 1     | 3:59 | Cage Warriors 67: Johns vs. Brum           | 12.04.2014 | Swansea     |                                                                     |
| Wygrana   | 5-0    | Kerry Hughes (1-0)              | Decyzja (jednogłośna)                       | 3     | 5:00 | Cage Warriors 62                           | 7.12.2013  | Newcastle   |                                                                     |
| Wygrana   | 4-0    | Irén Rácz (1-0)                 | Poddanie (dźwignia prosta na staw łokciowy) | 1     | 3:47 | Immortals Fight Promotions 1               | 31.08.2013 | Aberdeen    |                                                                     |
| Wygrana   | 3-0    | Klaudia Apenit (1-1)            | TKO (ciosy pięściami)                       | 2     | 4:03 | MMA Attack 3                               | 27.04.2013 | Katowice    |                                                                     |
| Wygrana   | 2-0    | Joanna Ogrodnik (0-0)           | TKO (ciosy pięściami)                       | 2     | 1:02 | MMA Coloseum 12: The City of Kings         | 30.11.2012 | Kraków      |                                                                     |
| Wygrana   | 1-0    | Agnieszka Sobczyk (1-0)         | TKO (przerwanie przez narożnik)             | 1     | 3:24 | MMA Coloseum 12: The City of Kings         | 26.10.2012 | Jasło       | Debiut w MMA                                                        |